# Лейк-Міллс (містечко, Вісконсин)
Лейк-Міллс (англ. Lake Mills) — місто (англ. town) в США, в окрузі Джефферсон штату Вісконсин. Населення — 2196 осіб (2020).

## Демографія
Згідно з переписом 2010 року, у місті мешкало 2070 осіб у 806 домогосподарствах у складі 613 родин. Було 923 помешкання
Расовий склад населення:
| - 96,7 % — білих - 0,5 % — азіатів - 0,4 % — корінних американців - 1,7 % — осіб інших рас |

До двох чи більше рас належало 0,7 %. Частка іспаномовних становила 2,9 % від усіх жителів.
За віковим діапазоном населення розподілялося таким чином: 22,2 % — особи молодші 18 років, 60,2 % — особи у віці 18—64 років, 17,6 % — особи у віці 65 років та старші. Медіана віку мешканця становила 45,5 року. На 100 осіб жіночої статі у місті припадало 99,2 чоловіків;  на 100 жінок у віці від 18 років та старших — 97,1 чоловіків також старших 18 років.
Середній дохід на одне домашнє господарство  становив 96 114 долари США (медіана — 84 261), а середній дохід на одну сім'ю — 109 555 доларів (медіана — 100 298). Медіана доходів становила 56 000 доларів для чоловіків та 49 938 доларів для жінок. За межею бідності перебувало 5,7 % осіб, у тому числі 4,5 % дітей у віці до 18 років та 7,6 % осіб у віці 65 років та старших.
Цивільне працевлаштоване населення становило 1113 осіб. Основні галузі зайнятості: виробництво — 26,6 %, освіта, охорона здоров'я та соціальна допомога — 22,4 %, роздрібна торгівля — 8,1 %, науковці, спеціалісти, менеджери — 7,0 %.